# Rumesnil
Rumesnil è un comune francese di 96 abitanti situato nel dipartimento del Calvados nella regione della Normandia.

## Società

### Evoluzione demografica
Abitanti censiti